# Acht Zeugen
Die Acht Zeugen sind im Mormonismus eine von zwei Gruppen von Zeugen, welche eine Erklärung abgaben, dass sie die goldenen Platten gesehen haben, die laut Joseph Smith die Quelle für das Buch Mormon sein sollen. Die andere Gruppe sind die drei Zeugen mit den Namen Oliver Cowdery, Martin Harris und David Whitmer.

## Zeugnis

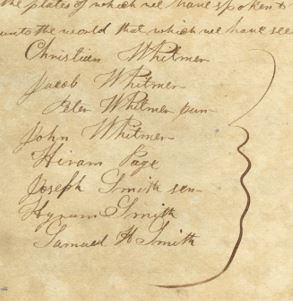
Fotografie der Unterschriften der Acht Zeugen des Buches Mormon.

Das Zeugnis der acht Zeugen wurde zuerst am Ende der Auflage von 1830 des Buches Mormon veröffentlicht und wurde dann in alle späteren Auflagen übernommen, obwohl die Erklärung später an den Anfang des Buches verschoben wurde und grammatikalisch korrigiert wurde.
Im Gegensatz zu den drei Zeugen sollen die acht die Platten gesehen und in ihren Händen gehalten haben.

## Umstände
Nach der Lehre der Mormonen  beendete Joseph Smith Ende Juni 1829 seine Übersetzung des Buches Mormon (mit Oliver Cowdery als seinem Schreiber) und bekam eine Offenbarung, die im Buch Mormon steht, das „drei“ und „einige andere“ die Goldplatten sehen werden. Danach hatten die drei Zeugen ihr Erlebnis und später die acht Zeugen.

## Über die Zeugen
Die acht Zeugen waren alle Mitglieder der Smith- oder Whitmer-Familien. Joseph Smith senior war sein Vater, Hyrum und Samuel waren seine Brüder. Christian, Jacob, Peter Jr. und John waren die Brüder von David Whitmer und Hiriam Page war sein Stiefbruder.

### Trennung von Smith
Im Jahre 1838 gab es einen Machtkampf in der Kirche; alle Mitglieder der Whitmer-Familie wurden exkommuniziert und bekamen ein Ultimatum von den Daniten. Nach dem Tod von Smith folgte keiner der Whitmer-Familie Brigham Young und der Gruppe, die später die Kirche Jesu Christi der Heiligen der Letzten Tage werden würde.
Obwohl die Whitmer-Familie sich von Smith trennte, gibt es keine Beweise, dass je ein Zeuge sein Zeugnis widerrief über die Authentizität des Buches Mormon und der Goldplatten.

## Weitere Literatur
- Buch Mormon Zeugen in der Enzyklopädie des Mormonismus